# Corythaeola cristata
El turaco gigante (Corythaeola cristata) es un ave Musophagiformes de la familia Musophagidae propia de los bosques tropicales de África central y occidental. Es la especie más grande de turaco. En el área de Bandundu se lo conoce por el nombre de Kolonvo.

## Taxonomía
Es la única especie del género Corythaeola.  Anteriormente las poblaciones del este del rango se consideraron una subespecie aparte, yalensis. Actualmente no se conocen subespecies.

## Descripción
Es un ave bastante grande que alcanza los 70-75 cm de longitud y hasta el 1,2 kg de peso. El color predominante en el plumaje puede variar entre un azul intenso y un azul verdoso y le cubre la cara, cuello, espalda, alas y cola. La parte superior del abdomen es blanco amarillento y la parte inferior de color marrón rojizo. Presenta una característica cresta muy mullida de color azul oscuro. La punta de las plumas de la cola es del mismo color azul oscuro que la cresta. El pico es ganchudo de color amarillo y con la punta roja. 

## Distribución y hábitat
El turaco gigante se distribuye por todo el África ecuatorial desde Guinea-Bisáu hacia el este, atravesando el Golfo de Guinea (incluyendo Bioko), penetrando por República Democrática del Congo hasta Uganda. Poblaciones aisladas se distribuyen por Nigeria, Sudán del Sur, Uganda, Angola y sur de República Democrática del Congo.
Vive en los bosques tropicales primarios y secundarios tanto en llanura como en montaña hasta una altura de 2.700 m. Puede aventurarse en las sabanas y matorrales pero no es su hábitat más recurrente.

## Comportamiento

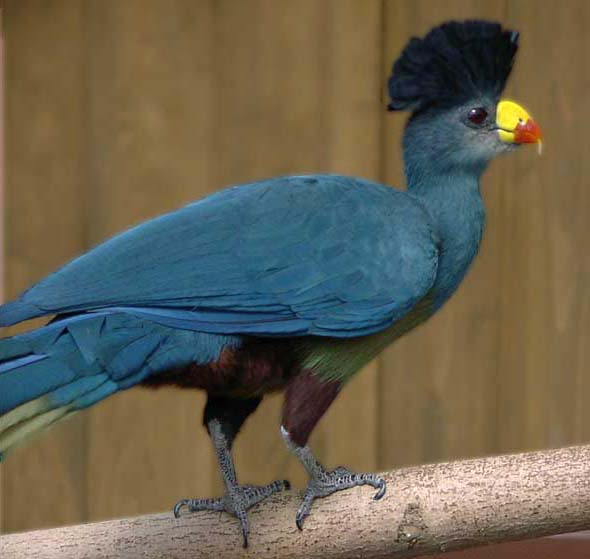
Espécimen cautivo.

Es un ave diurna y arbóreo que merodea entre los árboles buscando alimento. Sus alas no están hechas para los vuelos largos y sus desplazamientos son entre árboles o para bajar al suelo a beber.  
En los árboles es ágil y activo, saltando y corriendo por las ramas. Son aves territoriales que viven en parejas o en grupos, siendo una de las especies de turaco más sociales con grupos que pueden alcanzar hasta los 15 individuos. Es difícil de ver entre el follaje, pero se detecta en pequeños grupos por su costumbre de cantar a coro, a veces varios minutos.  
El coro empieza con gritos lastimeros, seguidos de una serie de "kok-kok", para acabar con un reclamo más profundo y vibrante. 
Alimentación:
Se alimenta principalmente de frutos aunque también come, en menor medida, brotes, hojas y flores. 
Cría:
La temporada de cría varía según la zona donde se localicen las poblaciones y normalmente está relacionada con la estación de las lluvias. Construye un nido no muy firme con ramitas y materia vegetal escondido entre el follaje de la parte superior de los árboles. La hembra pone, generalmente, dos huevos que son incubados por padre y madre durante el periodo de incubación más largo de todos los turacos (en torno a 30 días).  
Las crías nacen en un estado avanzado con los ojos ya abiertos y son alimentadas por ambos padres, siendo a veces ayudados por otros miembros del grupo, normalmente, cría de nidadas de años anteriores.  
Las crías crecerán rápido y tras dos o tres semanas explorarán los alrededores del nido y con una o dos semanas más ya serán capaces de volar. Entonces, dejarán el nido pero seguirán al cuidado de sus padres varios meses más. 

## Conservación
Está catalogada como preocupación menor por la UICN debido a la gran extensión de su área de distribución y a que la población permanece estable. Está amenazada por la degradación de su hábitat, la caza (es cazado por los nativos por sus plumas y su carne) y la fragmentación de su territorio.